# كنوت بيرغ
كنوت بيرغ (بالنرويجية البوكمول: Knut Berg)‏ هو مؤرخ الفن نرويجي، ولد في 4 أغسطس 1925 في أوسلو في النرويج، وتوفي في 29 نوفمبر 2007.